# Фри, Луис
Луис Джозеф Фри (англ. Louis Joseph Freeh; род. 6 января 1950) — американский юрист, 5-й директор Федерального бюро расследований (1993—2001).

## Биография
Фри родился 6 января 1950 года в Джерси-Сити (Нью-Джерси). Его мать Бернис работала бухгалтером, а отец Уильям Фри-старший был брокером по недвижимости. Окончив учёбу, в 1975—1981 годах Фри являлся агентом ФБР. После он стал помощником прокурора в Федеральном окружном суде Южного округа Нью-Йорка. Впоследствии занимал там должности начальника отдела по борьбе с организованной преступностью и заместителя прокурора США.
В 1980 году Фри начал встречаться с Мэрилин Койл, которая тогда работала в отделе гражданских прав ФБР. Они поженились в 1983 году. У пары родилось шестеро детей.
В 1993 году президент США Билл Клинтон назначил Луиса Фри директором Федерального бюро расследований.
После ухода в отставку в 2001 году Фри вошёл в совет директоров MBNA. В 2007 году он основал Freeh Group International Solutions.